# Coppa Ottorino Barassi
La Coppa Ottorino Barassi, denominata anche Coppa delle Coppe di Lega italo-inglese, era una competizione calcistica ufficiale tra club italiani e inglesi disputata dal 1968 al 1976. Essa era organizzata dalla Federazione Italiana e dalla Federazione Inglese e patrocinata dall'UEFA. Deve il suo nome all'ingegnere e dirigente sportivo Ottorino Barassi.
Alla finale con la formula del doppio confronto andata-ritorno, partecipavano le vincenti della Coppa Italia Dilettanti e della FA Amateur Cup (1968-74) o della Seconda Divisione dell'Isthmian League (1975-76). Nelle intenzioni delle federazioni organizzatrici alla competizione avrebbero dovuto partecipare, nelle edizioni successive alla prima, anche le squadre vincitrici dei Campionati dilettanti inglese ed italiano; tuttavia la non assegnazione del titolo italiano dilettanti dal 1963 al 1992 determinò la non estensione della competizione stessa.
Nel 1976 la coppa venne definitivamente sospesa insieme ad altre due competizioni tra club italiani ed inglesi: la Coppa Italo-Inglese Semiprofessionisti e la Coppa di Lega Italo-Inglese.
Il trofeo, simile alla Coppa delle Coppe UEFA è opera di un pool di scultori italiani ed inglesi e venne realizzato dai laboratori GDE Bertoni di Milano.

## Albo d'oro

### Legenda
| †         | Vittoria per la regola dei gol fuori casa         |
| *         | Vittoria dopo i calci di rigore                   |
| Grassetto | Indica il vincitore nella finale andata e ritorno |

| Anno | Nazione                                                              | Squadra di casa                                                  | Risultato                                                        | Squadra ospite                                                   | Nazione                                                          | Note  |
| ---- | -------------------------------------------------------------------- | ---------------------------------------------------------------- | ---------------------------------------------------------------- | ---------------------------------------------------------------- | ---------------------------------------------------------------- | ----- |
| 1968 | Inghilterra (bandiera)                                               | Leytonstone                                                      | 1-1                                                              | STEFER Roma                                                      | Italia (bandiera)                                                | [ 1 ] |
| 1968 | Italia (bandiera)                                                    | STEFER Roma                                                      | 2-2 †                                                            | Leytonstone                                                      | Inghilterra (bandiera)                                           | [ 1 ] |
| 1968 | Aggregato 3-3, il Leytonstone vince per la regola dei gol fuori casa |                                                                  |                                                                  |                                                                  |                                                                  | [ 1 ] |
| 1969 | Inghilterra (bandiera)                                               | North Shields                                                    | 2-0                                                              | ALMAS                                                            | Italia (bandiera)                                                | [ 1 ] |
| 1969 | Italia (bandiera)                                                    | ALMAS                                                            | 2-0                                                              | North Shields                                                    | Inghilterra (bandiera)                                           | [ 1 ] |
| 1969 | Aggregato 2-2, il North Shields e l'Almas condividono la coppa       |                                                                  |                                                                  |                                                                  |                                                                  | [ 1 ] |
| 1970 | Inghilterra (bandiera)                                               | Enfield                                                          | 3-0                                                              | Ponte San Pietro                                                 | Italia (bandiera)                                                | [ 1 ] |
| 1970 | Italia (bandiera)                                                    | Ponte San Pietro                                                 | 2-1                                                              | Enfield                                                          | Inghilterra (bandiera)                                           | [ 1 ] |
| 1970 | L'Enfield vince 4-2 (aggregato)                                      |                                                                  |                                                                  |                                                                  |                                                                  | [ 1 ] |
| 1971 | Inghilterra (bandiera)                                               | Skelmersdale United                                              | 2-0                                                              | Montebelluna                                                     | Italia (bandiera)                                                | [ 1 ] |
| 1971 | Italia (bandiera)                                                    | Montebelluna                                                     | 1-0                                                              | Skelmersdale United                                              | Inghilterra (bandiera)                                           | [ 1 ] |
| 1971 | Il Skelmersdale United vince 2-1 (aggregato)                         |                                                                  |                                                                  |                                                                  |                                                                  | [ 1 ] |
| 1972 | Inghilterra (bandiera)                                               | Hendon                                                           | 2-0                                                              | Unione Valdinievole                                              | Italia (bandiera)                                                | [ 1 ] |
| 1972 | Italia (bandiera)                                                    | Unione Valdinievole                                              | 1-1                                                              | Hendon                                                           | Inghilterra (bandiera)                                           | [ 1 ] |
| 1972 | L'Hendon vince 3-1 (aggregato)                                       |                                                                  |                                                                  |                                                                  |                                                                  | [ 1 ] |
| 1973 | Inghilterra (bandiera)                                               | Walton & Hersham                                                 | 4-0                                                              | Jesolo                                                           | Italia (bandiera)                                                | [ 1 ] |
| 1973 | Italia (bandiera)                                                    | Jesolo                                                           | 0-2                                                              | Walton & Hersham                                                 | Inghilterra (bandiera)                                           | [ 1 ] |
| 1973 | Il Walton & Hersham vince 6-0 (aggregato)                            |                                                                  |                                                                  |                                                                  |                                                                  | [ 1 ] |
| 1974 | Non disputata Squadre qualificate: Bishop's Stortford, Miranese.     | Non disputata Squadre qualificate: Bishop's Stortford, Miranese. | Non disputata Squadre qualificate: Bishop's Stortford, Miranese. | Non disputata Squadre qualificate: Bishop's Stortford, Miranese. | Non disputata Squadre qualificate: Bishop's Stortford, Miranese. |       |
| 1975 | Italia (bandiera)                                                    | Banco di Roma                                                    | 0-1                                                              | Staines Town                                                     | Inghilterra (bandiera)                                           | [ 1 ] |
| 1975 | Inghilterra (bandiera)                                               | Staines Town                                                     | 2-0                                                              | Banco di Roma                                                    | Italia (bandiera)                                                | [ 1 ] |
| 1975 | Il Staines Town vince 3-0 (aggregato)                                |                                                                  |                                                                  |                                                                  |                                                                  | [ 1 ] |
| 1976 | Inghilterra (bandiera)                                               | Tilbury                                                          | 1-1                                                              | Soresinese                                                       | Italia (bandiera)                                                | [ 1 ] |
| 1976 | Italia (bandiera)                                                    | Soresinese                                                       | 1-1 *                                                            | Tilbury                                                          | Inghilterra (bandiera)                                           | [ 1 ] |
| 1976 | Aggregato 2-2, la Soresinese vince 5-3 ai calci di rigore            |                                                                  |                                                                  |                                                                  |                                                                  | [ 1 ] |